# Ripsa
Ripsa är kyrkbyn i Ripsa socken i  Nyköpings kommun, Södermanlands län med sockenkyrkan i Ripsa kyrka, vilken numera tillhör Rönö församling. 
Vid kyrkan finns Kyrkskolan den gamla klockargården i vinkel samt det tidigare ålderdomshemmet, samt en vit tvåvåningsbyggnad där tidigare posten var inrymd. Prästgården låg däremot i den närbelägna byn Lundby. I Täppan låg den tidigare lanthandeln.
Ripsa ligger cirka 30 km norr om Nyköping.